# Hemieuxoa
Hemieuxoa là một chi bướm đêm thuộc họ Noctuidae.

## Các loài
- Hemieuxoa rudens (Harvey, 1874)